# IRES

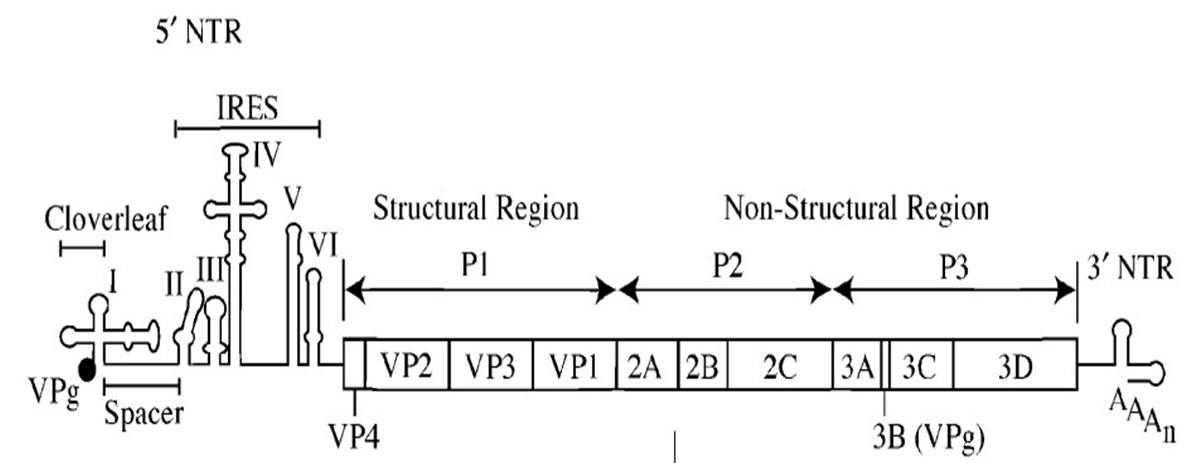
IRES v RNA genomu polioviru je významné pro nasednutí ribozomu a translaci celého genomu v polyprotein

IRES (zkratka z angl. internal ribosome entry site, tzn. „vnitřní místo pro vstup ribozomu“) je zvláštní sekvence přítomná v oblasti před začátkem genu, která umožňuje nasednutí ribozomu a tedy spuštění translace. Jedná se o výjimku z pravidla, že ribozom nasedá na 5' čepičky, jak je to běžné u eukaryotické mRNA. IRES se zřejmě vážou do speciálního místa na ribozomu, tzv. E-místa, které přibližuje IRES startkodon (AUG) k P místu ribozomu, kde se odehrává iniciace translace.
IRES místa (dost výrazně vzdálená od 5' začátku molekuly) mají nejen normální eukaryotické mRNA, ale také (možná zejména) různé viry. K buněčným mRNA s IRES místy patří namátkou Apaf-1 mRNA, Bcl2 mRNA, c-myc mRNA, eIF4G mRNA, hsp70 mRNA a mnohé další. Z virů byla IRES místa nalezena např. u viru SV40, u poliovirů, u viru hepatitidy C i A, nicméně také třeba u viru tabákové mozaiky.